# تان يان تشانغ
تان يان تشانغ (بالإنجليزية: Tan Yan Zhang)‏ هو ملحن وموسيقي سنغافوري، ولد في 30 يناير 1998 في سنغافورة.